# اندره لوپاتف
اندره لوپاتف (روسی: Андрей Вячеславович Лопатов؛ زادهٔ ۱۲ march ۱۹۵۷ (۶۸ سال)) بازیکن بسکتبال اهل اتحاد جماهیر شوروی سوسیالیستی است.
از باشگاه‌هایی که در آن بازی کرده‌است می‌توان به باشگاه بسکتبال زسکا مسکو اشاره کرد.
وی در مسابقات کشوری و بین‌المللی در مجموع برندهٔ ۵ مدال طلا، ۲ مدال نقره، ۲ مدال برنز شده‌است.